# Duché d'Athènes
 (janvier 2019).
Si vous disposez d'ouvrages ou d'articles de référence ou si vous connaissez des sites web de qualité traitant du thème abordé ici, merci de compléter l'article en donnant les références utiles à sa vérifiabilité et en les liant à la section « Notes et références ».
1205–1458
Entités précédentes :
- Empire byzantin

Entités suivantes :
- Empire ottoman

Le duché d'Athènes était l'un des États des croisés mis en place en Grèce après la quatrième croisade au détriment de l'Empire byzantin.
Le duché s'étendait sur l'Attique et la Béotie, mais il est difficile de restituer ses frontières avec précision. L'acropole d'Athènes était le symbole du pouvoir ducal, mais le centre réel du duché était la ville de Thèbes.

## Histoire

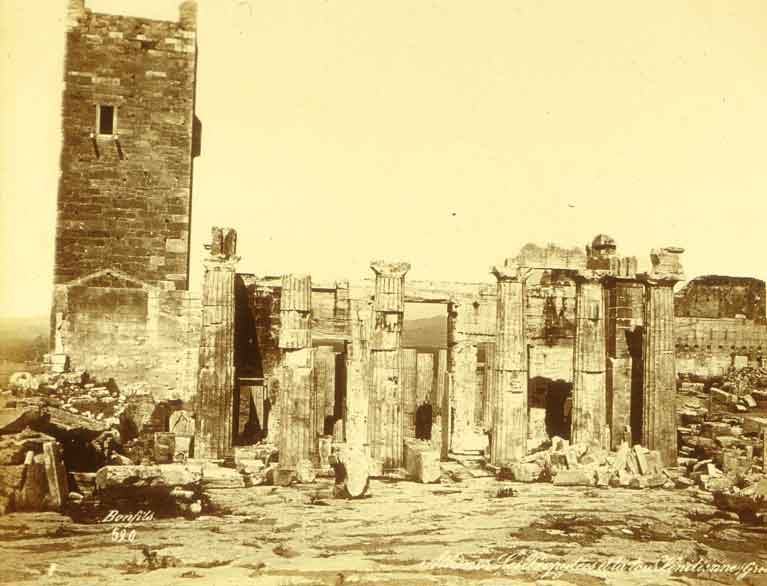
Tour « franque » sur l'Acropole d'Athènes avant sa destruction.

### Période comtoise puis française
Les villes d’Athènes et de Thèbes sont conquises dans les années 1204-1205 par Othon de la Roche, un seigneur franc-comtois de l'entourage du roi de Thessalonique Boniface de Montferrat. Othon prend le titre de μεγασκυρ (megaskyr, soit « grand seigneur ») et peut-être celui de « duc ». La suzeraineté théorique du duché passe du royaume de Thessalonique à l'empire latin de Constantinople, mais les liens entre le duc et son suzerain demeurent très ténus.
Le Duché d'Athènes comprenait les fiefs directs suivants[réf. nécessaire] : Seigneurie puis après 1311 comté de Salona, seigneurie d'Égine, seigneurie de Thèbes, marquisat de Bodonitza jusqu'en 1414.
En 1309, le duché échoît à Gautier V de Brienne. Ce dernier, en lutte contre les Grecs de Thessalie soutenus par le despotat d'Épire et l'empire byzantin, achète les services de la compagnie des Almogavres, un groupe de mercenaires catalans présent en Grèce depuis une dizaine d'années. Mais Gauthier se brouille ensuite avec les Almogavres et trouve la mort au cours de la bataille du lac Copaïs en 1311.
Son héritier, Gautier VI de Brienne, continue à revendiquer le titre ducal, mais en pratique il se limite à la seigneurie d'Argos et de Nauplie. Il a comme successeur son neveu, Guy III d'Enghien. L'héritière de ce dernier, Marie d'Enghien, veuve du Vénitien Pietro Cornaro, cède Argos et Nauplie à la république de Venise en 1388.

### Période catalane
À la suite de leur victoire lors de la bataille d'Halmyros, la compagnie catalane prend le contrôle du duché et y impose les Usatges de Barcelone. Ils demandent au roi Frédéric II de Sicile de prendre la suzeraineté du duché. Ce dernier nomme ducs plusieurs de ses fils, qui ne se rendent jamais en Grèce, se contentant de régner à travers des vicaires généraux. Quelques familles catalanes et siciliennes s'implantent dans le duché, la plus connue est issue du fils illégitime du roi Alphonse Frédéric d'Aragon, comte de Salona. Le comté de Salona fut le plus important fief dépendant du duché durant la période catalane.
En 1315-1316, les Catalans du duché d'Athènes sont appelés par l'infant Ferdinand de Majorque, qui s'efforce de conquérir la principauté d'Achaïe ; ils arrivent cependant trop tard pour pouvoir lui prêter main-forte, et l'infant est tué en juillet 1316.
Profitant de la faiblesse des Grecs, confrontés à l'avance des Ottomans en Anatolie et des Serbes dans les Balkans, les Catalans se portent alors vers le nord. Entre 1318 et 1319, en s'appuyant sur Salona, ils conquièrent la Phthie, la Phocide et une partie de la Thessalie, formant le duché de Néopatrie, qui est uni à celui d'Athènes. Mais en 1337, le roi serbe Stefan Dušan s'empare à son tour du nord de la Thessalie.
À la mort de Frédéric III de Sicile en 1377, les duchés sont agités de luttes entre les partisans des deux héritiers possibles, Pierre IV d'Aragon et Marie Ire de Sicile. Athènes et Néopatrie sont alors rattachées à la couronne d'Aragon.
En 1379, les duchés sont attaqués par la compagnie de Navarre, un groupe de mercenaires navarrais qui conquièrent notamment Thèbes. Pierre IV d'Aragon, bien que soucieux de la préservation de l'acropole d'Athènes (« le plus beau joyau qu'un roi puisse posséder », écrit-il), n'envoie que de faibles renforts dans les duchés.

### Période florentine
En 1388, un aventurier florentin, Nerio Acciaiuoli, conquiert Athènes, puis Néopatrie en 1390. Après une éphémère domination vénitienne (1395-1402), les Acciaiuoli restent maîtres des duchés. Après la reconquête byzantine de l’Achaïe en 1430, ils doivent reconnaître la suzeraineté byzantine.

### Conquête ottomane
Le duché est envahi par les forces ottomanes après la chute de Constantinople, invasion facilitée par des luttes internes à la dynastie ducale. En 1456, Mehmed II s'empare d'Athènes.

## Postérité
Malgré leur perte des duchés en 1388-90, le titre de duc d'Athènes et de Néopatrie est porté par les rois d'Aragon, puis d'Espagne jusqu'à nos jours. Les descendants de Gautier de Brienne portèrent eux aussi le titre de duc d'Athènes, transmis à leurs héritiers, les Enghien.

## Ducs d'Athènes

### Ducs francs
- 1205-? (après février 1225) : Othon de la Roche
- ? (après février 1225)-1263 : Guy Ier de la Roche
- 1263-1280 : Jean Ier de la Roche
- 1280-1287 : Guillaume Ier de la Roche
- 1287-1308 : Guy II de la Roche
- 1309-1311 : Gautier V de Brienne

### Ducs catalans
- 1311-1312 : Roger Desllor, chevalier roussillonnais de l'entourage de Gautier de Brienne, porté par les Amulgavares à la tête du duché.
- 1312-1317 : Roger-Manfred, fils de Frédéric II de Sicile
- 1317-1338 : Guillaume II, fils de Frédéric II
- 1338-1348 : Jean d'Aragon, marquis de Randazzo, fils de Frédéric II
- 1348-1355 : Frédéric, marquis de Randazzo, fils de Jean
- 1355-1377 : Frédéric III de Sicile
- 1377-1379 : Marie Ire de Sicile
- 1379-1387 : Pierre IV d'Aragon
- 1387-1388 : Jean Ier d'Aragon

#### Vicaires
Les ducs catalans d'Athènes furent des enfants ou des souverains non résidents qui déléguaient le gouvernement du duché à des Vicaires .
- 1312-1316 : Berenguer Estanyol, vicaire de Roger-Manfred ;
- 1316-1317 : Guillaume Thomas ;
- 1317-1330 : Alphonse Frédéric d'Aragon, frère bâtard du duc Guillaume II et son vicaire ;
- 1330-1331 : Odo de Novelles ;
- 1332-1335 : Nicolo Lancia ;
- 13??-1356 : Raimondo Bernerdi
- 1356-1359 : Jacques-Frédéric d'Aragon, comte de Salona, vicaire du roi Frédéric III ;
- 1359-1359 : Gonsalvo Ximénès d'Arenos ;
- 1359-1361 : Mateu de Montcada, comte d'Aderno et d'Agosta qui délègue ses pouvoirs à En Thomas de Pou ;
- 1361-1363 : Roger Ier de Lauria ;
- 1363-1367 : Mateu de Montcada de nouveau ;
- 1367-1371 : Roger Ier de Lauria rétabli ;
- 1371-1375 : Mateu de Peralta ;
- 1375-1381 : Louis Frédéric d'Aragon, comte de Salona ;
- 1381-1382 : Felipe Dalmau VI, vicomte de Rocabertí ;
- 1382-1383 : Ramon de Villanova ;
- 1383-1385 : Roger II et Antoine de Lauria ;
- 1385-1388 : Per de Pau, le dernier défenseur de l'Acropole le 2 mai 1388

### Ducs florentins
- 1342-1343 : Gautier VI de Brienne
- 1388-1394 : Nerio Ier Acciajuoli
- 1394-1395 : Antonio Ier Acciaiuoli
- 1395-1402 : contrôle vénitien avec les Podestats suivants :
  - 1395-1397 : Albano Contarini;
  - 1397-1399 : Lorenzo Venier ;
  - 1399-1400 : Ermoaldo Contarini ;
  - 1400-1402 : Nicolo Vitturi.
- 1403-1435 : Antonio Ier Acciaiuoli rétabli ;
- 1435-1439 : Nerio II Acciaiuoli ;
- 1439-1441 : Antonio II Acciaiuoli ;
- 1441-1451 : Nerio II Acciaiuoli ;
- 1451-1454 : Bartolomeo Contarini, époux de Chiara Giorgio, la veuve de Nerio II, régents pour ;
- 1451-1454 : Francesco Ier Acciaiuoli, fils de Nerio II ;
- 1455-1456 : Francesco II Acciaiuoli, fils d’Antonio II.